# Algieria na Letnich Igrzyskach Olimpijskich 2008
Algierię na Letnich Igrzyskach Olimpijskich 2008 reprezentowało 56 zawodników, 34 mężczyzn i 22 kobiety.
Był to jedenasty występ reprezentacji Algierii na letnich igrzyskach olimpijskich.

## Zdobyte medale
| Medal  | Zawodnik       | Dyscyplina | Konkurencja | Rezultat                                                                                   | Data        | Źródło |
| ------ | -------------- | ---------- | ----------- | ------------------------------------------------------------------------------------------ | ----------- | ------ |
| Srebro | Amar Benikhlef | Judo       | - 90 kg     | W finale przegrał z reprezentantem Gruzji Irakli Cirekidzem 0000:0001                      | 13 sierpnia | [ 1 ]  |
| Brąz   | Soraya Haddad  | Judo       | - 52 kg     | W pojedynku o brązowy medal pokonała reprezentantkę Kazachstanu Sholpan Kaliyevą 0121:0010 | 10 sierpnia | [ 2 ]  |

## Reprezentanci

### Badminton
| Zawodnik      | Konkurencja    | 1/64             | 1/32                      | 1/16             | Ćwierćfinał      | Półfinał         | Finał            | Finał   |
| Zawodnik      | Konkurencja    | Przeciwnik Wynik | Przeciwnik Wynik          | Przeciwnik Wynik | Przeciwnik Wynik | Przeciwnik Wynik | Przeciwnik Wynik | Pozycja |
| ------------- | -------------- | ---------------- | ------------------------- | ---------------- | ---------------- | ---------------- | ---------------- | ------- |
| Nabil Lasmari | gra pojedyncza | BYE              | Peter Gade P (6:21, 4:21) | NQ               | NQ               | NQ               | NQ               | =17.    |

### Boks
| Zawodnik             | Konkurencja   | 1/32             | 1/16               | Ćwierćfinał      | Półfinał         | Finał            | Finał   |
| Zawodnik             | Konkurencja   | Przeciwnik Wynik | Przeciwnik Wynik   | Przeciwnik Wynik | Przeciwnik Wynik | Przeciwnik Wynik | Miejsce |
| -------------------- | ------------- | ---------------- | ------------------ | ---------------- | ---------------- | ---------------- | ------- |
| Abdelhalim Ourradi   | 54 kg         | Nevin P 4-9      | NQ                 | NQ               | NQ               | NQ               | 17.     |
| Abdelkader Chadi     | 57 kg         | BYE              | Adi W 7-6          | Kılıç P 6-13     | NQ               | NQ               | 5.      |
| Hamza Kramou         | 60 kg         | Ugás P 3-21      | NQ                 | NQ               | NQ               | NQ               | 17.     |
| Nabil Kassel         | 75 kg         | BYE              | Sutherland P 14-21 | NQ               | NQ               | NQ               | 9.      |
| Abdelhafid Benchabla | 81 kg         | Kumar W 23-3     | Yasser W 13-6      | Xiaoping P 7-12  | NQ               | NQ               | 5.      |
| Abdelaziz Touilbini  | 91 kg         | —                | Wilder P 4-10      | NQ               | NQ               | NQ               | 9.      |
| Newfel Ouatah        | powyżej 91 kg | —                | Payares W 7-5      | Hłazkow P 4-10   | NQ               | NQ               | 5.      |

### Judo
Mężczyźni
| Zawodnik        | Konkurencja | 1/64             | 1/32                   | 1/16                 | Ćwierćfinał            | Półfinał               | Repasaż - Pierwsza runda | Repasaż - Ćwierćfinał | Repasaż - Półfinał | Finał/o 3. miejsce    | Pozycja |
| Zawodnik        | Konkurencja | Przeciwnik Wynik | Przeciwnik Wynik       | Przeciwnik Wynik     | Przeciwnik Wynik       | Przeciwnik Wynik       | Przeciwnik Wynik         | Przeciwnik Wynik      | Przeciwnik Wynik   | Przeciwnik Wynik      | Pozycja |
| --------------- | ----------- | ---------------- | ---------------------- | -------------------- | ---------------------- | ---------------------- | ------------------------ | --------------------- | ------------------ | --------------------- | ------- |
| Omar Rebahi     | do 60 kg    | BYE              | Sobirov P 0000-1001    | NQ                   | NQ                     | NQ                     | NQ                       | NQ                    | NQ                 | NQ                    | 21.     |
| Mounir Benamadi | do 66 kg    | BYE              | Brown W 1010-0000      | Sharipov P 0000-0001 | NQ                     | NQ                     | NQ                       | NQ                    | NQ                 | NQ                    | 17.     |
| Amar Meridja    | do 73 kg    | —                | Siamionau P 0010-0102  | NQ                   | NQ                     | NQ                     | NQ                       | NQ                    | NQ                 | NQ                    | 21.     |
| Amar Benikhlef  | do 90 kg    | —                | Assiri W 0011-0001     | Alarza W 1020-0001   | Aschwanden W 0001-0000 | Dafreville W 1000-0000 | BYE                      | BYE                   | BYE                | Cirekidze P 0000-0001 | srebro  |
| Hassane Azzoun  | do 100 kg   | —                | Żorżoliani P 0001-1000 | NQ                   | NQ                     | NQ                     | Mirəliyev P 0001-1001    | NQ                    | NQ                 | NQ                    | 13.     |

Kobiety
| Zawodniczka      | Konkurencja | 1/32                | 1/16                     | Ćwierćfinał         | Półfinał            | Repasaż - Pierwsza runda | Repasaż - Ćwierćfinał | Repasaż - Półfinał  | Finał/o 3. miejsce   | Pozycja |
| Zawodniczka      | Konkurencja | Przeciwniczka Wynik | Przeciwniczka Wynik      | Przeciwniczka Wynik | Przeciwniczka Wynik | Przeciwniczka Wynik      | Przeciwniczka Wynik   | Przeciwniczka Wynik | Przeciwniczka Wynik  | Pozycja |
| ---------------- | ----------- | ------------------- | ------------------------ | ------------------- | ------------------- | ------------------------ | --------------------- | ------------------- | -------------------- | ------- |
| Meriem Moussa    | do 48 kg    | Ilendou W 0011-0000 | Baschin P 0000-0101      | NQ                  | NQ                  | NQ                       | NQ                    | NQ                  | NQ                   | 15.     |
| Soraya Haddad    | do 52 kg    | Muller W 0211-0000  | Diédhiou W 0010-0001     | Kim K-O W 0210-0001 | Dongmei P 0000-1001 | —                        | —                     | —                   | Kaliyeva W 0121-0010 | brąz    |
| Lila Latrous     | do 57 kg    | Xu P 0001-1001      | NQ                       | NQ                  | NQ                  | Koivumäki P 0000-0001    | NQ                    | NQ                  | NQ                   | 13.     |
| Kahina Saidi     | do 63 kg    | Bezzina W 0200-0000 | Willeboordse P 0001-1100 | NQ                  | NQ                  | NQ                       | NQ                    | NQ                  | NQ                   | 14.     |
| Rachida Ouerdane | do 70 kg    | BYE                 | Bosch P 0010-0110        | NQ                  | NQ                  | Nasiga W 1001-0000       | Rousey P 0000-1001    | NQ                  | NQ                   | 9.      |

### Kolarstwo
| Zawodnik        | Konkurencja                | Czas | Pozycja |
| --------------- | -------------------------- | ---- | ------- |
| Hichem Chaabane | Wyścig ze startu wspólnego | DNF  | DNF     |

### Lekkoatletyka
Mężczyźni
| Nabil Madi        | 800 m                 | 1:45,75  | 4. Q | 1:45,63  | 1. Q | 1:45,96 | 7.  |    |    |
| Nadjim Manseur    | 800 m                 | 1:45,75  | 5. Q | 1:45,54  | 4. Q | 1:47,19 | 8.  |    |    |
| Antar Zerguelaïne | 800 m                 | DNS      | DNS  | NQ       | NQ   | NQ      | NQ  |    |    |
| Antar Zerguelaïne | 1500 m                | 3:42,30  | 5. Q | 30:40,64 | 11.  | NQ      | NQ  |    |    |
| Tarek Boukensa    | 1500 m                | 3:36,11  | 4. Q | 3:39,73  | 8.   | NQ      | NQ  |    |    |
| Kamel Boulahfane  | 1500 m                | 3:45,59  | 11.  | NQ       | NQ   | NQ      | NQ  |    |    |
| Ali Saïdi-Sief    | 5000 m                | 14:15,00 | 12.  | —        | —    | NQ      | NQ  | NQ | NQ |
| Khoudir Aggoune   | 10 000 m              | —        | —    | —        | —    | DNS     | DNS |    |    |
| Rabia Makhloufi   | 3000 m z przeszkodami | 8:29,74  | 8.   | —        | —    | NQ      | NQ  |    |    |
| Mohamed Ameur     | 20 km                 | —        | —    | —        | —    | 1:32:21 | 48. |    |    |

| Zawodnik   | Konkurencja | Kwalifikacje | Kwalifikacje | Finał    | Finał   |
| Zawodnik   | Konkurencja | Rezultat     | Miejsce      | Rezultat | Miejsce |
| ---------- | ----------- | ------------ | ------------ | -------- | ------- |
| Issam Nima | skok w dal  | DNS          | DNS          | NQ       | NQ      |

Kobiety
| Zawodniczka     | Konkurencja           | Eliminacje | Eliminacje | Finał   | Finał   |
| Zawodniczka     | Konkurencja           | Wynik      | Miejsce    | Wynik   | Miejsce |
| --------------- | --------------------- | ---------- | ---------- | ------- | ------- |
| Nahida Touhami  | 1500 m                | 4:18,99    | 11.        | NQ      | NQ      |
| Widad Mendil    | 3000 m z przeszkodami | 9:52,35    | 17.        | NQ      | NQ      |
| Souad Aït Salem | maraton               | —          | —          | 2:28:29 | 9.      |

| Zawodniczka  | Konkurencja | Kwalifikacje | Kwalifikacje | Finał    | Finał   |
| Zawodniczka  | Konkurencja | Rezultat     | Miejsce      | Rezultat | Miejsce |
| ------------ | ----------- | ------------ | ------------ | -------- | ------- |
| Baya Rahouli | trójskok    | 13,87        | 22.          | NQ       | NQ      |

### Piłka siatkowa

#### Siatkówka halowa
Trener: Mouloud Ikhedji
Faza grupowa
| 9 sierpnia 2008 | Algieria | 0-3 (11-25, 11-25, 10-25) | Brazylia | Capital Indoor Stadium, Pekin                       |  |
| 12:30           | 0        | Raport                    | 3        | Widzów: 12000 Sędziowie: Liu Jiang Ibrahim al-Naama |  |

| 11 sierpnia 2008 | Algieria | 0-3 (14-25, 13-25, 13-25) | Serbia | Hala Pekińskiego Instytutu Technologicznego, Pekin |  |
| 10:00            | 0        | Raport                    | 3      | Widzów: 3100 Sędziowie: Janpen Jirakakul Liu Jiang |  |

| 13 sierpnia 2008 | Włochy | 3-0 (25-7, 25-20, 25-12) | Algieria | Hala Pekińskiego Instytutu Technologicznego, Pekin       |  |
| 10:00            | 3      | Raport                   | 0        | Widzów: 3400 Sędziowie: Karin Zahorcova Janpen Jirakakul |  |

| 15 sierpnia 2008 | Algieria | 0-3 (11-25, 19-25, 10-25) | Rosja | Hala Pekińskiego Instytutu Technologicznego, Pekin       |  |
| 10:00            | 0        | Raport                    | 3     | Widzów: 3500 Sędziowie: Patricia Salvatore Osamu Sakaide |  |

| 17 sierpnia 2008 | Kazachstan | 3-1 (25-18, 25-20, 17-25, 25-16) | Algieria | Hala Pekińskiego Instytutu Technologicznego, Pekin          |  |
| 10:00            | 3          | Raport                           | 0        | Widzów: 3500 Sędziowie: Patricia Salvatore Massimo Menghini |  |

### Pływanie
Mężczyźni
| Zawodnik       | Konkurencja          | Eliminacje | Eliminacje | Półfinał | Półfinał | Finał | Finał   |
| Zawodnik       | Konkurencja          | Czas       | Miejsce    | Czas     | Miejsce  | Czas  | Miejsce |
| -------------- | -------------------- | ---------- | ---------- | -------- | -------- | ----- | ------- |
| Sofiane Daid   | 100 m st. klasycznym | 1:02,45    | 44.        | NQ       | NQ       | NQ    | NQ      |
| Sofiane Daid   | 200 m st. klasycznym | 2:16,15    | 50.        | NQ       | NQ       | NQ    | NQ      |
| Salim Iles     | 50 m st. dowolnym    | 22,35      | =23.       | NQ       | NQ       | NQ    | NQ      |
| Nabil Kebbab   | 100 m st. dowolnym   | 49,38      | 32.        | NQ       | NQ       | NQ    | NQ      |
| Mahrez Mebarek | 200 m st. dowolnym   | 1:52,66    | 51.        | NQ       | NQ       | NQ    | NQ      |
| Mehdi Hamama   | 200 m st. zmiennym   | 2:04,91    | 41.        | NQ       | NQ       | NQ    | NQ      |

### Podnoszenie ciężarów
| Zawodniczka     | Konkurencja | Rwanie | Rwanie  | Podrzut | Podrzut | Razem | Pozycja |
| Zawodniczka     | Konkurencja | Wynik  | Pozycja | Wynik   | Pozycja | Razem | Pozycja |
| --------------- | ----------- | ------ | ------- | ------- | ------- | ----- | ------- |
| Leila Lassouani | do 63 kg    | 85     | 16.     | 110     | DNF     | 85    | DNF     |

### Szermierka
Kobiety
| Zawodniczka      | Konkurencja | 1/64                | 1/32                | 1/16                | Ćwierćfinał         | Półfinał            | Finał/o brązowy medal | Pozycja |
| Zawodniczka      | Konkurencja | Przeciwniczka Wynik | Przeciwniczka Wynik | Przeciwniczka Wynik | Przeciwniczka Wynik | Przeciwniczka Wynik | Przeciwniczka Wynik   | Pozycja |
| ---------------- | ----------- | ------------------- | ------------------- | ------------------- | ------------------- | ------------------- | --------------------- | ------- |
| Anissa Khelfaoui | floret      | Thompson P 2-11     | NQ                  | NQ                  | NQ                  | NQ                  | NQ                    | 38.     |
| Hadia Bentaleb   | szpada      | —                   | Szász P 4-15        | NQ                  | NQ                  | NQ                  | NQ                    | 24.     |

### Tenis stołowy
Mężczyźni
| Zawodnik     | Konkurencja | Eliminacje       | Runda I          | Runda II         | Runda III        | 1/8 finału       | Ćwierćfinał      | Półfinał         | Finał            | Finał   |
| Zawodnik     | Konkurencja | Przeciwnik Wynik | Przeciwnik Wynik | Przeciwnik Wynik | Przeciwnik Wynik | Przeciwnik Wynik | Przeciwnik Wynik | Przeciwnik Wynik | Przeciwnik Wynik | Pozycja |
| ------------ | ----------- | ---------------- | ---------------- | ---------------- | ---------------- | ---------------- | ---------------- | ---------------- | ---------------- | ------- |
| Idir Khourta | singiel     | Henzell P 1-4    | NQ               | NQ               | NQ               | NQ               | NQ               | NQ               | NQ               | 65.     |

### Wioślarstwo
| Zawodnik                            | Konkurencja                  | Eliminacje | Eliminacje | Repasaże | Repasaże   | Ćwierćfinał | Ćwierćfinał | Półfinał | Półfinał | Finał   | Finał  | Miejsce |
| Zawodnik                            | Konkurencja                  | Czas       | M.         | Czas     | M.         | Czas        | M.          | Czas     | M.       | Czas    | M.     | Miejsce |
| ----------------------------------- | ---------------------------- | ---------- | ---------- | -------- | ---------- | ----------- | ----------- | -------- | -------- | ------- | ------ | ------- |
| Chaouki Dries                       | jedynka                      | 7:57,65    | 5. (P F/E) | —        | —          | BYE         | BYE         | 7:34,84  | 3. (F E) | 7:32,82 | 6. (E) | 29.     |
| Kamel Ait Daoud Mohamed Ryad Garidi | dwójka podwójna wagi lekkiej | 6:43,94    | 5. (R)     | 7:05,73  | 6. (P C/D) | —           | —           | 6:43,80  | 4. (F D) | 6:46,46 | 1. (D) | 19.     |

### Zapasy
Styl klasyczny
| Zawodnik       | Konkurencja | Runda kwalifikacyjna | 1/16             | Ćwierćfinał      | Półfinał         | Repasaż I        | Repasaż II       | Finał/o brązowy medal | Pozycja |
| Zawodnik       | Konkurencja | Przeciwnik Wynik     | Przeciwnik Wynik | Przeciwnik Wynik | Przeciwnik Wynik | Przeciwnik Wynik | Przeciwnik Wynik | Przeciwnik Wynik      | Pozycja |
| -------------- | ----------- | -------------------- | ---------------- | ---------------- | ---------------- | ---------------- | ---------------- | --------------------- | ------- |
| Muhammad Sarir | - 66 kg     | —                    | Kowalienko P 0-3 | NQ               | NQ               | —                | —                | NQ                    | 20.     |
| Masud Zaghdan  | - 74 kg     | —                    | Schneider P 1-3  | NQ               | NQ               | —                | —                | NQ                    | 20.     |
| Samir Bukirra  | - 96 kg     | —                    | Jiang P 0-3      | NQ               | NQ               | —                | —                | NQ                    | 19.     |